# Gaspar Sala y Berart
Gaspar Sala y Berart (Bujaraloz, provincia de Zaragoza, 1605 - Perpiñán, 1670) fue un escritor, religioso y político aragonés, de padres catalanes, autor de "Lágrimas catalanas" (1641).

## Biografía
Nació en Zaragoza de padres catalanes. Entró en la orden de los agustinos en 1622 en Zaragoza y en 1635 en Barcelona. Fue un destacado portavoz de la revolución en la Guerra dels Segadors, contrario a Felipe IV de España, y partidario de la intervención francesa.
Su obra "Proclamación Católica a la magestad piadosa de Felipe el Grande", de finales de 1640, se considera parte de un intento de las clases dirigentes del Principado para conseguir la reconciliación con la corona hispánica al principio de la guerra y la destitución del conde-duque de Olivares, evitando la invasión de Cataluña.
La Biblioteca de Reserva de la Universidad de Barcelona conserva una veintena de obras que formaron parte de la biblioteca personal de Sala, y varios ejemplos de las marcas de propiedad que identificaron sus libros a lo largo de su vida.